# Squatina australis
Squatina australis – gatunek ryby chrzęstnoszkieletowej z rzędu raszplowatych (Squatinidae), pospolicie występujący w wodach przybrzeżnych południowej Australii. Podobnie jak inni przedstawiciele raszplowatych ma spłaszczone grzbietowo-brzusznie ciało, dużą głowę i szerokie, skrzydlate płetwy piersiowe. Barwa ciała szarobura z gęstymi białymi i brązowymi kropkami. Raszpla żyje przy dnie, prowadzi głównie nocny tryb życia, w dzień często zakopuje się w piasku. Pożywienie stanowią zwierzęta bentosu – bezkręgowce i nieduże ryby. Długość ciała dochodzi do około 1,5 m, masa do około 30 kg. Raszpla to gatunek jajożyworodny. Jednorazowo na świat przychodzi do 20 młodych.